# Яков (син на Борис I)
Яков е български княз, четвърти син на княз Борис I и на княгиня Мария. Брат е на цар Симеон I, княз Владимир Расате, Гавраил, княгиня Евпраксия Българска и княгиня Анна Българска. За него не е известно почти нищо, вероятно е умрял от болест сравнително млад. Името му е засвидетелствувано само веднъж в приписка на известното Чивидалско евангелие от 867 г., което изброява наследниците на Борис I: „Расате, Гавраил, Симеон, Яков, Пракси (Евпраксия) и Анна“.